# Disputatio nova contra mulieres

Disputatio nova contra mulieres, qua probatur eas homines non esse (Argumentation nouvelle contre les femmes, prouvant qu'elles ne sont pas des êtres humains) est une satire écrite en latin, publiée pour la première fois en 1595 et réimprimée plusieurs fois par la suite, en particulier au XVIIe et au XVIIIe siècle (Paradoxe sur les femmes, où l'on tâche de prouver qu'elles ne sont pas de l'espèce humaine, 1766). La Disputatio, qui avait été publiée anonymement, fut attribuée au philologue Valens Acidalius, qui nia cependant en être l'auteur.
L'ouvrage avait pour objet de ridiculiser les arguments par lesquels les « anabaptistes » (en fait, les sociniens) niaient la divinité du Christ, en montrant que des arguments semblables, tirés eux aussi de la Bible, permettaient de nier l'humanité des femmes. Ces badinages sur les Saintes Écritures furent mis plusieurs fois à l'Index par l'Église catholique.